# Пожарная нагрузка
Пожарная нагрузка — количественный показатель, описывающий интенсивность или продолжительность пожара. Под пожарной нагрузкой обычно понимается общее количество теплоты, выделяющееся в окружающее пространство после сгорания всех воспламеняющихся материалов и предметов в конкретном здании или помещении. Пожар рассматривается как одно из воздействий, которым могут подвергаться здания при эксплуатации. Пожарная нагрузка должна учитываться наряду с другими: со снеговыми, ветровыми, сейсмическими и другими.:64 Нагрузки и воздействия, создающие аварийные ситуации с возможными катастрофическими последствиями (в том числе пожар) относят к особым нагрузкам.
Отношение пожарной нагрузки к площади поверхности, на которой она размещена, носит название удельной пожарной нагрузки, при этом в западных источниках нередко площадь выражается в квадратных футах. В зависимости от величины и способа размещения пожарной нагрузки осуществляется разделение помещений на категории В1…В4.
Для некоторых приложений допускается также определять пожарную нагрузку как суммарную массу всех находящихся в данном помещении горючих материалов (включая элементы несущих конструкций здания), отнесённую к площади этого помещения.

## Классификация пожарных нагрузок
Пожарная нагрузка помещения или здания разделяется на постоянную и временную составляющие, где:
1. постоянная пожарная нагрузка — элементы строительных конструкций, состоящие из горючих материалов,
2. временная пожарная нагрузка — горючие и воспламеняющиеся предметы, обращающиеся в помещениях включая мебель, технологическое и санитарно-техническое оборудование, расходные материалы и т. п.

## Способ расчёта
Пожарная нагрузка, включающая в себя различные комбинации горючих материалов разной природы рассчитывается по следующей формуле, где её численная величина Q выражается в мегаджоулях:
Q = {\displaystyle \sum _{i=1}^{n}{G_{i}}Q_{i}}
где:
n — количество горючих и легковоспламеняющихся компонент в помещении,
Qi — низшая теплота сгорания i-го материала, выраженная в МДж / кг,
Gi — масса i-го материала, выраженная в кг.
При этом удельная пожарная нагрузка определяется как отношение полной пожарной нагрузки к площади размещения пожарной нагрузки:
g = {\displaystyle {\frac {Q}{S}}}
где:
Q — полная пожарная нагрузка,
S — площадь размещения пожарной нагрузки.
Вычисленные величины пожарной нагрузки используются для расчёта температурного воздействия на несущие конструкции зданий, определения категории взрывопожароопасности помещений, оценки времени блокирования маршрутов эвакуации при определении пожарного риска, расчёта количества сил и средств, выделяемых для тушения, расчёта величины материального ущерба при пожарах и др.